# Furcifer labordi
Furcifer labordi (лат.) — вид ящериц из семейства хамелеонов, эндемик Мадагаскара. Видовое название дано в честь французского промышленника Жана Лабора (1805—1878). Длина тела самцов составляет 9 см, самок — не более 7 см. Менее чем за два месяца новорождённые хамелеоны увеличиваются в размерах в 4—5 раз, что является рекордом скорости роста среди животных, обладающих четырьмя конечностями.
Как и другие хамелеоны рода Furcifer (F. antimena, F. lateralis), этот вид имеет годовой жизненный цикл. Продолжительность жизни составляет всего лишь 4—5 месяцев. В своей естественной среде обитания хамелеоны появляются из яиц с первыми дождями в ноябре, растут быстро, достигая размеров взрослой особи уже к январю, в это время они размножаются. В конце февраля или в начале марта самки откладывают яйца, из которых через 8 месяцев появляются детёныши. Все взрослые особи вида погибают ещё до появления своего потомства на свет.
В неволе хамелеоны F. labordi вылуплялись из яиц через 4 месяца инкубации при температуре 26 °C (79 °F). Детёныши росли очень быстро и через 3 месяца достигали половой зрелости.
Естественными врагами вида являются мадагаскарские ужи Мертенса (Madagascarophis) и мадагаскарский мимофис (Mimophis mahfalensis).